# Elecciones a la Asamblea de Extremadura de 1987
Las Elecciones a la Asamblea de Extremadura de 1987 se celebraron el 10 de junio. Con un censo de 808.654 electores, los votantes fueron 601.615 (74,4 %) y 207.039 las abstenciones (25,6 %). El PSOE ganó nuevamente por mayoría absoluta, y consiguió el nombramiento de su candidato, Juan Carlos Rodríguez Ibarra, como presidente de la Junta de Extremadura.

## Resultados
| ← Elecciones a la Asamblea de Extremadura de 1987 → |                                                                   |                              |         |       |         |      |
| Presidente y gobierno | Partido                                                           | Candidato                    | Votos   | %     | Escaños | +/-  |
| - Presidente: Juan Carlos Rodríguez Ibarra - Gobierno: PSOE - Censo: 808.654 - Votantes: 601.615 (74,4%) - Abstención: 207.039 (25,6%) - Válidos: 595.680 - A candidatura: 590.895 (99,2%) | Partido Socialista Obrero Español (PSOE)                          | Juan Carlos Rodríguez Ibarra | 292.935 | 49,57 | 34      | -1   |
| - Presidente: Juan Carlos Rodríguez Ibarra - Gobierno: PSOE - Censo: 808.654 - Votantes: 601.615 (74,4%) - Abstención: 207.039 (25,6%) - Válidos: 595.680 - A candidatura: 590.895 (99,2%) | Federación de Partidos de Alianza Popular (AP)                    | Adolfo Díaz-Ambrona Bardají  | 144.117 | 24,39 | 17      | -3   |
| - Presidente: Juan Carlos Rodríguez Ibarra - Gobierno: PSOE - Censo: 808.654 - Votantes: 601.615 (74,4%) - Abstención: 207.039 (25,6%) - Válidos: 595.680 - A candidatura: 590.895 (99,2%) | Centro Democrático y Social (CDS)                                 | Tomás Martín Tamayo          | 73.572  | 12,45 | 8       | +8   |
| - Presidente: Juan Carlos Rodríguez Ibarra - Gobierno: PSOE - Censo: 808.654 - Votantes: 601.615 (74,4%) - Abstención: 207.039 (25,6%) - Válidos: 595.680 - A candidatura: 590.895 (99,2%) | Extremadura Unida (EU)                                            | Pedro Cañada                 | 34.606  | 5,86  | 4       | -2   |
| - Presidente: Juan Carlos Rodríguez Ibarra - Gobierno: PSOE - Censo: 808.654 - Votantes: 601.615 (74,4%) - Abstención: 207.039 (25,6%) - Válidos: 595.680 - A candidatura: 590.895 (99,2%) | Coalición Izquierda Unida (IU)                                    | Manuel Pareja                | 32.240  | 5,46  | 2       | -2 a |
| - Presidente: Juan Carlos Rodríguez Ibarra - Gobierno: PSOE - Censo: 808.654 - Votantes: 601.615 (74,4%) - Abstención: 207.039 (25,6%) - Válidos: 595.680 - A candidatura: 590.895 (99,2%) | Partido de los Trabajadores de España - Unidad Comunista (PCT-UC) |                              | 5.317   | 0,90  | 0       |      |
| - Presidente: Juan Carlos Rodríguez Ibarra - Gobierno: PSOE - Censo: 808.654 - Votantes: 601.615 (74,4%) - Abstención: 207.039 (25,6%) - Válidos: 595.680 - A candidatura: 590.895 (99,2%) | Partido Demócrata Popular (PDP)                                   |                              | 5.203   | 0,88  | 0       |      |
| - Presidente: Juan Carlos Rodríguez Ibarra - Gobierno: PSOE - Censo: 808.654 - Votantes: 601.615 (74,4%) - Abstención: 207.039 (25,6%) - Válidos: 595.680 - A candidatura: 590.895 (99,2%) | Partido Liberal (PL)                                              |                              | 2.286   | 0,39  | 0       |      |
| - Presidente: Juan Carlos Rodríguez Ibarra - Gobierno: PSOE - Censo: 808.654 - Votantes: 601.615 (74,4%) - Abstención: 207.039 (25,6%) - Válidos: 595.680 - A candidatura: 590.895 (99,2%) | Plataforma Humanista (PH)                                         |                              | 619     | 0,10  | 0       |      |
| - Presidente: Juan Carlos Rodríguez Ibarra - Gobierno: PSOE - Censo: 808.654 - Votantes: 601.615 (74,4%) - Abstención: 207.039 (25,6%) - Válidos: 595.680 - A candidatura: 590.895 (99,2%) | En blanco                                                         | N/A                          | 4.785   | 0,8   | N/A     | N/A  |
| - Presidente: Juan Carlos Rodríguez Ibarra - Gobierno: PSOE - Censo: 808.654 - Votantes: 601.615 (74,4%) - Abstención: 207.039 (25,6%) - Válidos: 595.680 - A candidatura: 590.895 (99,2%) | Nulos                                                             | N/A                          |         |       | N/A     | N/A  |

aRespecto a los resultados del PCE en 1983.

### Elección e investidura del Presidente de la Junta
| Candidato                                    | Fecha                                                   | Voto       |    |    |   |   |   | Total |
| -------------------------------------------- | ------------------------------------------------------- | ---------- | -- | -- | - | - | - | ----- |
| Juan Carlos Rodríguez Ibarra (PSOE)          | 17 de julio de 1987 Mayoría requerida: Absoluta (33/65) | Sí         | 34 |    |   |   |   | 34/65 |
| Juan Carlos Rodríguez Ibarra (PSOE)          | 17 de julio de 1987 Mayoría requerida: Absoluta (33/65) | No         |    | 14 |   |   | 2 | 16/65 |
| Juan Carlos Rodríguez Ibarra (PSOE)          | 17 de julio de 1987 Mayoría requerida: Absoluta (33/65) | Abstención |    |    | 8 | 4 |   | 12/65 |
| Faltaron a la votación tres diputados de AP. |                                                         |            |    |    |   |   |   |       |